# Blue Moon Swamp
Blue Moon Swamp es el quinto álbum de estudio del músico estadounidense John Fogerty, publicado por la compañía discográfica Warner Bros. Records en mayo de 1997. El álbum, el primero de estudio de Fogerty en once años después de Eye of the Zombie, ganó el premio Grammy en la categoría de mejor álbum de rock. 
En 2004, DreamWorks Records publicó una versión remasterizada de Blue Moon Swamp con dos temas extra: «Just Pickin'» y «Endless Sleep», previamente publicados como sencillos. 

## Lista de canciones
Todas las canciones escritas y compuestas por John Fogerty excepto donde se anota. 
| N.º | Título                           | Duración |  |
| 1.  | «Southern Streamline»            | 3:56     |  |
| 2.  | «Hot Rod Heart»                  | 3:26     |  |
| 3.  | «Blueboy»                        | 4:04     |  |
| 4.  | «A Hundred and Ten in the Shade» | 4:19     |  |
| 5.  | «Rattlesnake Highway»            | 4:17     |  |
| 6.  | «Bring It Down to Jelly Roll»    | 2:37     |  |
| 7.  | «Walking in a Hurricane»         | 3:41     |  |
| 8.  | «Swamp River Days»               | 3:36     |  |
| 9.  | «Rambunctious Boy»               | 3:51     |  |
| 10. | «Joy of My Life»                 | 3:52     |  |
| 11. | «Blue Moon Nights»               | 2:33     |  |
| 12. | «Bad Bad Boy»                    | 4:26     |  |

| Temas extra (reedición de 2004) |                 |              |          |  |
| N.º                             | Título          | Escritor(es) | Duración |  |
| 13.                             | «Just Pickin'»  | Freddie King | 2:08     |  |
| 14.                             | «Endless Sleep» |              | 2:36     |  |

## Personal
- John Fogerty: voz, guitarra acústica, guitarra eléctrica, lap steel, dobro, bouzouki, mandolina, sitar, órgano y pandereta
- Donald "Duck" Dunn, Howie Epstein, John Clayton, Michael Rhodes, Phil Chen, Bob Glaub: bajo
- Kenny Aronoff: batería y percusión
- Chester Thompson, Vinnie Colaiuta, Eddie Bayers, Jeff Donavan, Chad Smith: batería
- Luis Conte: claves, maracas, pandereta y percusión
- The Lonesome River Band: coros (en "Southern Streamline" y "Rambunctious Boy")
- The Waters: coros (en "Blueboy")
- The Fairfield Four: coros (en "A Hundred and Ten in The Shade")

## Posición en listas
| País              | Lista                    | Posición |
| ----------------- | ------------------------ | -------- |
| Alemania          | Media Control Charts     | 28       |
| Australia         | ARIA Albums Chart        | 8        |
| Austria           | Alben Top 75             | 46       |
| Bélgica (Flandes) | Ultratop 200 Albums      | 13       |
| Bélgica (Valonia) | Ultratop 200 Albums      | 45       |
| Canadá            | Canadian Albums Chart    | 65       |
| Estados Unidos    | Billboard 200            | 37       |
| Finlandia         | Finnish Albums Chart     | 1        |
| Noruega           | VG-lista                 | 3        |
| Nueva Zelanda     | New Zealand Music Charts | 30       |
| Países Bajos      | Mega Albums Top 100      | 19       |
| Suecia            | Albums Top 60            | 1        |
| Suiza             | Swiss Top Albums 100     | 26       |